# Duna–Ipoly Nemzeti Park
A Duna–Ipoly Nemzeti Park Magyarország leggazdagabb élővilágú nemzeti parkjainak egyike. 1997-ben alapították meg a nemzeti parkot, a korábbi pilisi és börzsönyi tájvédelmi körzetekhez kapcsolva az Ipoly érintett szakaszát és ártereit, néhány kisebb dunai szigetet, valamint a Szentendrei-sziget viszonylag épségben maradt élőhelyeit. A nemzeti park természetvédelmi kezelője a Duna–Ipoly Nemzeti Park Igazgatóság, amely a nemzeti parkon kívül sok védett természeti területet kezel        
Számos állat- és növényfaj csak itt él Magyarországon. A ritka, kipusztulófélben lévő fajok mentésére több programot kezdtek el.

## Földrajzi tájegységei
A Duna–Ipoly Nemzeti Park területe a Dunakanyar Visegrádi-Dunakanyar, Pilis-hegység a Visegrádi-hegység és a Börzsöny- hegységet, az Ipoly-völgy Hont és Balassagyarmat közötti szakaszát és Gödöllő és Esztergom közötti Duna szakasz fontosabb szigeteit, továbbá a Szentendrei-sziget egyes területeit foglalja magában. Sződ–Rákos-patak mentén a csatlakozó vizes és homoki élőhelyek is részei a nemzeti parknak. A nemzeti park térségének egyedi sajátosságát a három nagy tájképi egység, a folyóvölgyek, a hegységek és a síkság találkozása adja. Ez azt jelenti, hogy a nemzeti park 60.314 hektár területű, ezzel Magyarország 2. legnagyobb nemzeti parkja.

### Felszíne

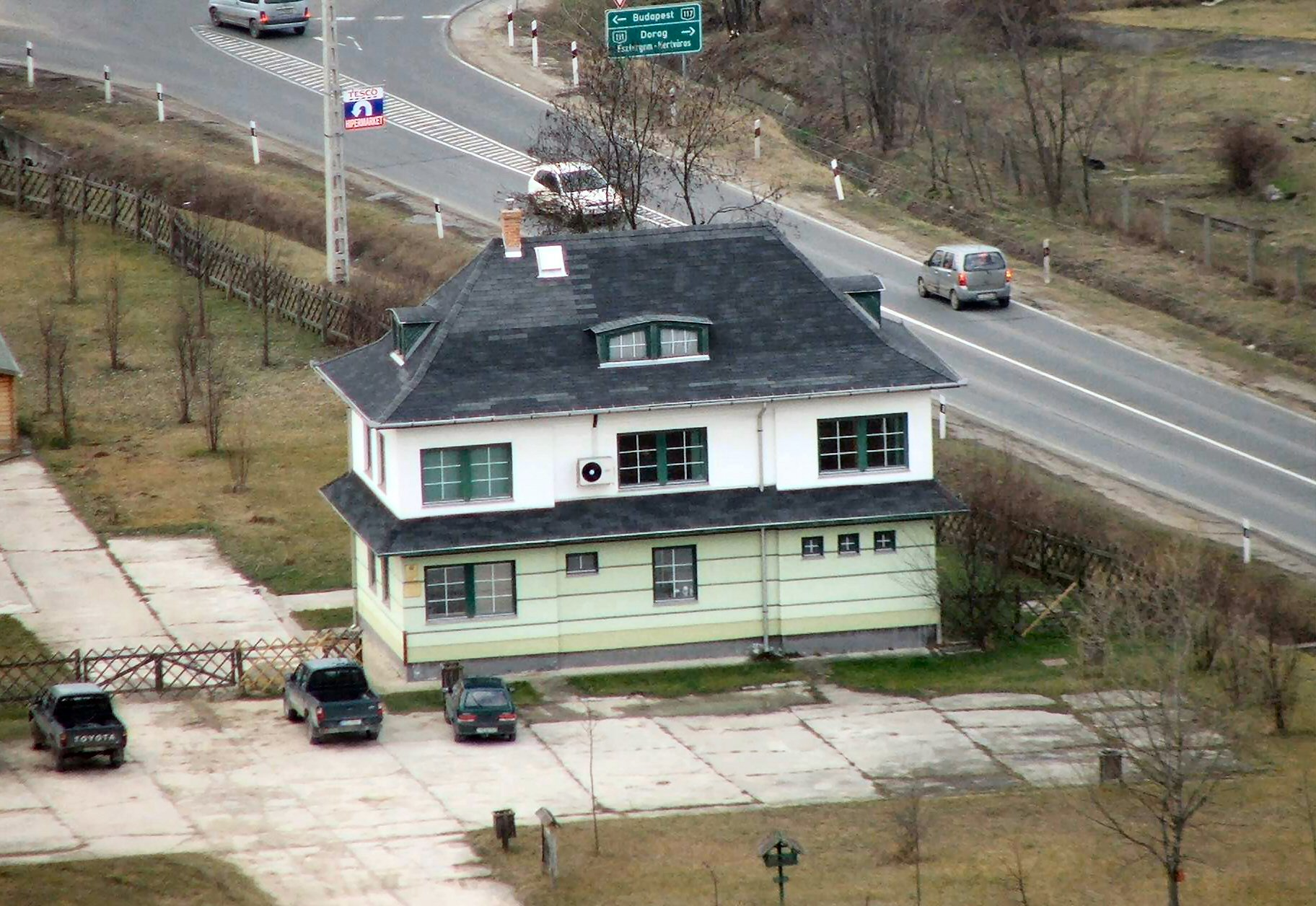
A Nemzeti Park Igazgatóságának Esztergom-kertvárosi épülete a tanösvény közelében

A Duna–Ipoly Nemzeti Park térségének egyedi sajátossága a három nagy tájképi egység: a folyóvölgyek, a hegységek és a síkság találkozása.
A Börzsönyben 1978-ban alakították ki a tájvédelmi körzetet. A hegység vulkáni tevékenység eredményeként alakult ki; legmagasabb csúcsai egy 12 km hosszú gerincen helyezkednek el. Legmagasabb pontja a Csóványos (938 m). A hegység 300–350 forrása bővizű patakokat táplál.
A Pilis karbonátos kőzetekből épül föl, legnagyobb tömegben dachsteini mészkőből és fődolomitból. Ezek a kőzetek a felső triász tenger sekély lagúnáiban rakódtak le, mintegy kétszázhúsz-kétszáz millió évvel ezelőtt. Jellemzőek rá az északnyugat-délkeleti csapású, meredeken megbillent sasbércek, amelyek délnyugati oldalai meredekek, rajtuk kopár mészkő- és dolomitlejtőkkel, északkeleti oldaluk viszont enyhe lejtésű. Délkelet felé haladva a triász kőzeteket oligocén hárshegyi homokkő fedi. A hegység több mint 400 karsztos és hidrotermális eredetű barlangot rejt magában, köztük Magyarország harmadik leghosszabb barlangját, a Leány-Legény-barlangrendszert (Ariadne-barlangrendszer). A legmagasabb kiemelkedés, a Pilis 757 méteres magasságával az egész Dunazug-hegyvidék legmagasabb tagja.
A Visegrádi-hegység andezitvulkáni eredetű; geológiailag nem különül el a Börzsönytől, ezért a geológusok az Északi-középhegység részének tekintik. Kialakulása a felső miocén szigettengerében, igen heves vulkáni tevékenységnek köszönhető. Legmagasabb hegye, a Dobogókő 700 méterre emelkedik. A keményebb lávakőzetek jobban ellenállnak az időjárásnak, mint a vulkáni tufa, amiben az erózió mély szurdokvölgyeket (pl. Holdvilág-árok, Salabasina-árok, Rám-szakadék) alakított ki.

## Angolul
Angolul: Duna–Ipoly National Park.
Duna–Ipoly Nemzeti Park

### Növényzete

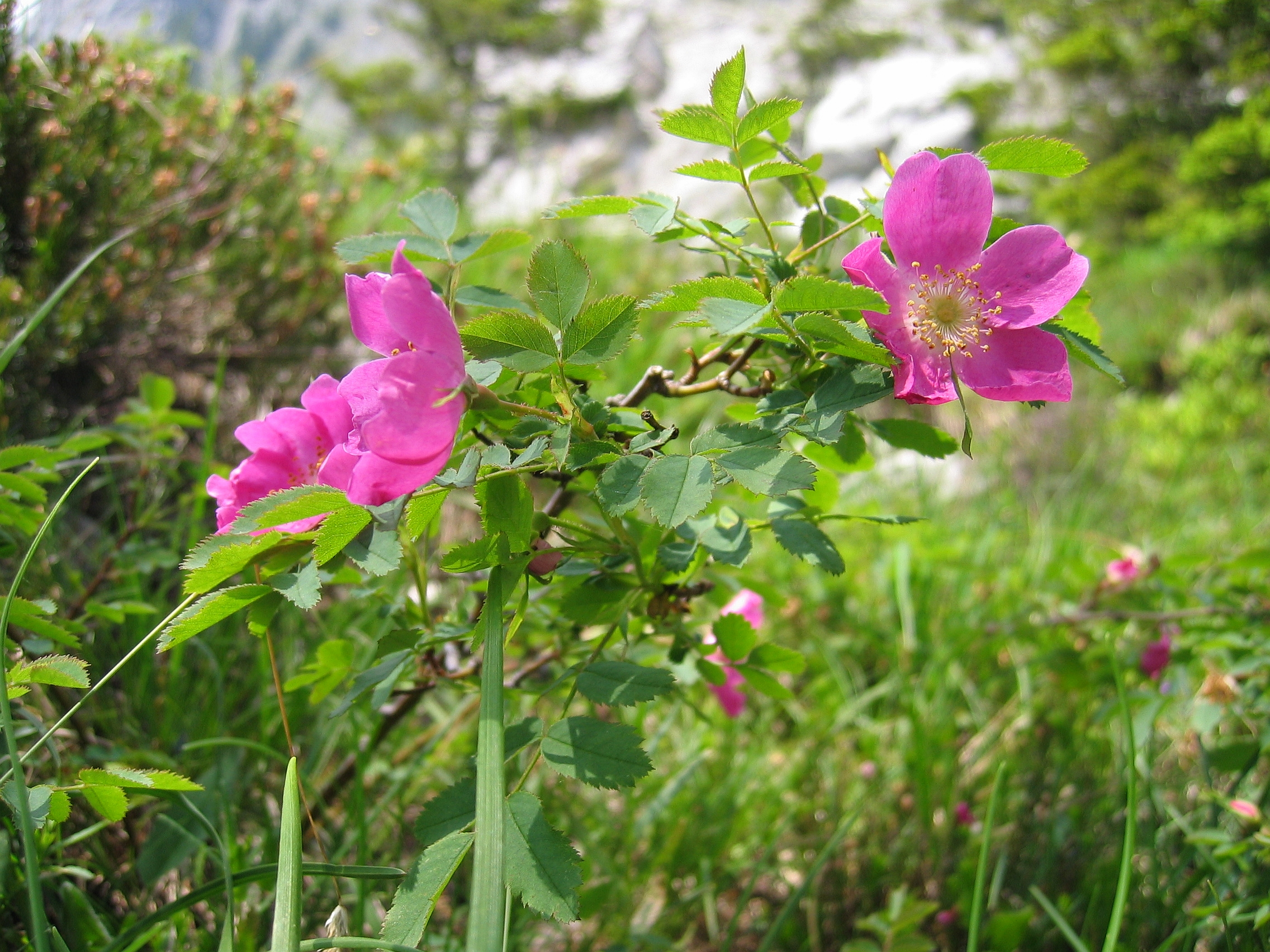
Havasalji rózsa

A nemzeti park növényzete sokszínű és átmeneti jellegű, mivel a Duna flóraválasztóként működik, amelyet csupán néhány fajnak sikerül átlépnie. A Börzsöny az Alföld és a magasabb területek határán található, így sok növény elterjedési határa. A szirti páfrány, a havasalji rózsa és a gímpáfrány ritkán fordul elő, a kosbor- és nősziromfajok gyakoriak. A Pilis érdekessége a reliktum endemizmus magyarföldi husáng, amely a jégkorszak egy melegebb interglaciálisában telepedett meg, és máig fennmaradt. A növény a Börzsönyben is megtalálható, a Szent Mihály-hegyen. A másik fontos növényfaj a Magyarországon csak a Solymári-falon előforduló hegyi tarsóka, amely viszont glaciális reliktum.
Az átmeneti jelleg a Duna jobb parti területein is megmutatkozik: a nemes májvirág elterjedési területe a Visegrádi-hegységben végződik, a pirosló hunyor viszont a Pilisben éri el elterjedési határának nyugati peremét. Szentendre városszéli hegyeiben él az itt felfedezett szentendrei rózsa, amelynek az ittenin kívül csak két lelőhelye ismert. Mindhárom hegységre jellemző az erdőtársulások nagy térfoglalása: az alacsonyabb fekvésekben a cseres-tölgyesek, magasabban a gyertyános-tölgyesek, felettük (északias kitettségben és hűvös, szűk völgyekben alacsonyabban is) a bükkösök uralkodnak. Az Ipoly árterének rétjein él a réti iszalag. A Duna főága és a Szentendrei-Duna által közrefogott Szentendrei-sziget buckáin gyakori a fokozottan védett homoki kikerics és a homoki nőszirom, a folyam partján élő puhafás galériaerdők aljnövényzetében előfordul a védett piros madársisak, a mély fekvésű, nedves, mocsárrét jellegű kaszálókon pedig a szibériai nőszirom.

### Állatvilága

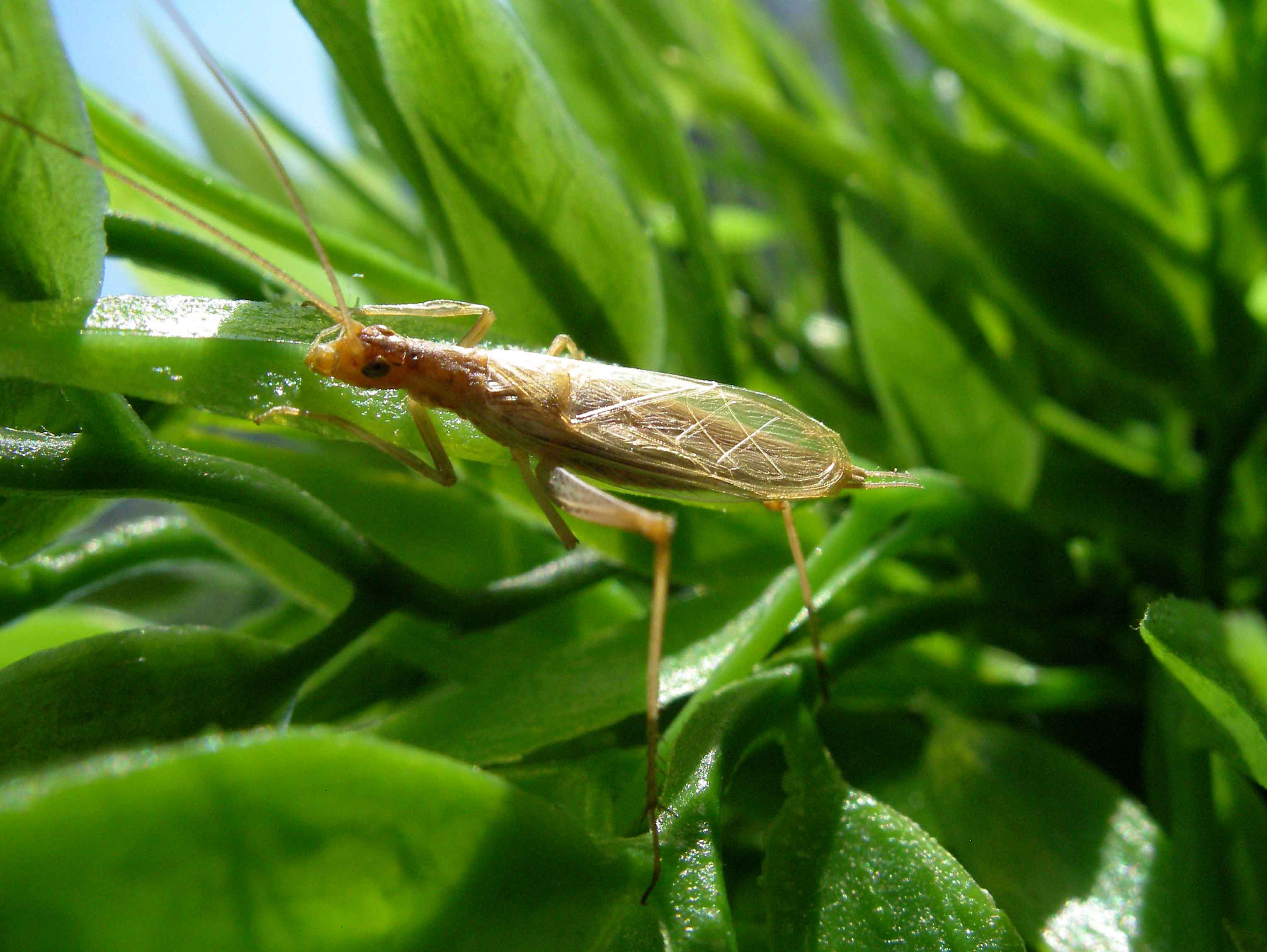
Pirregő tücsök

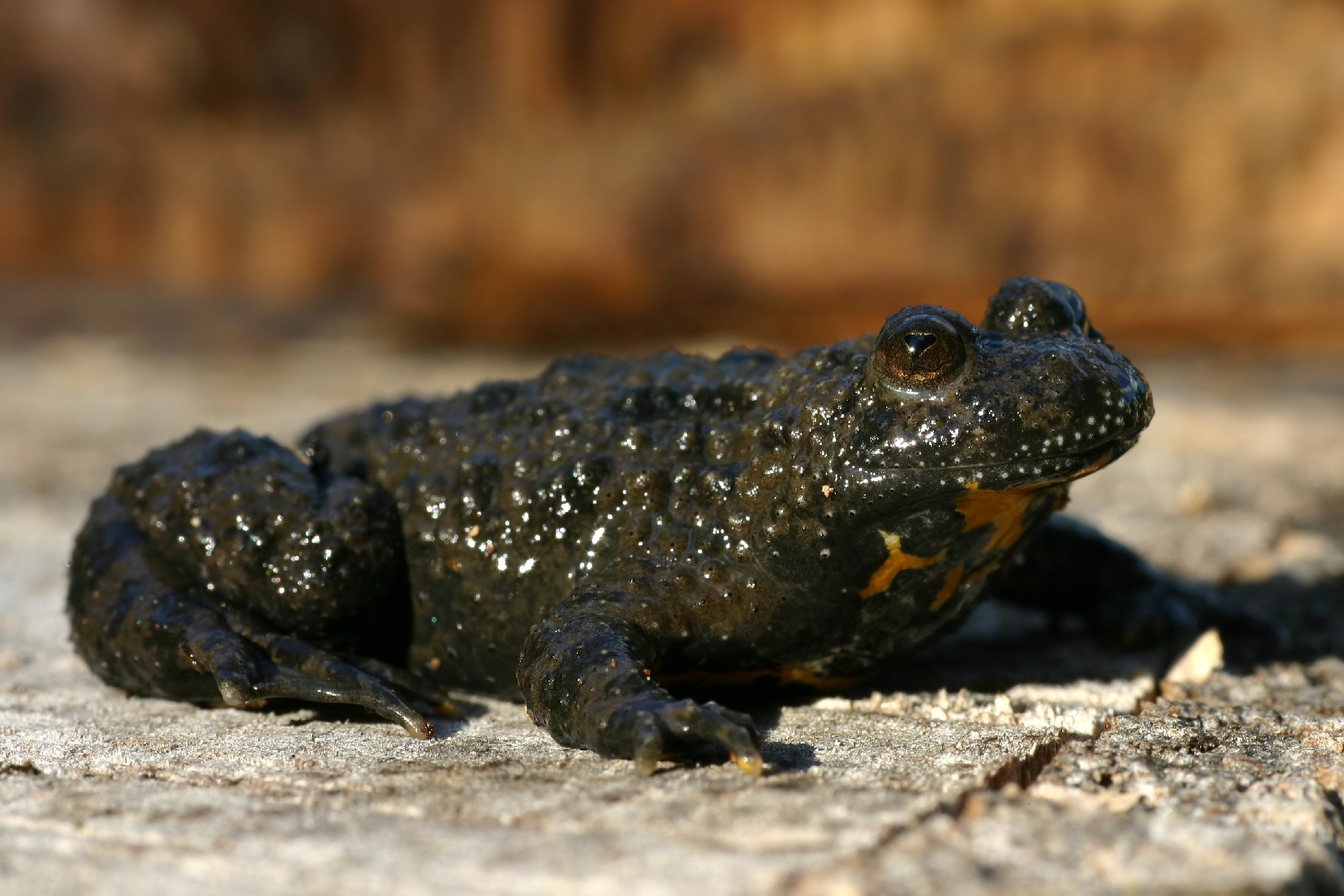
Sárgahasú unka

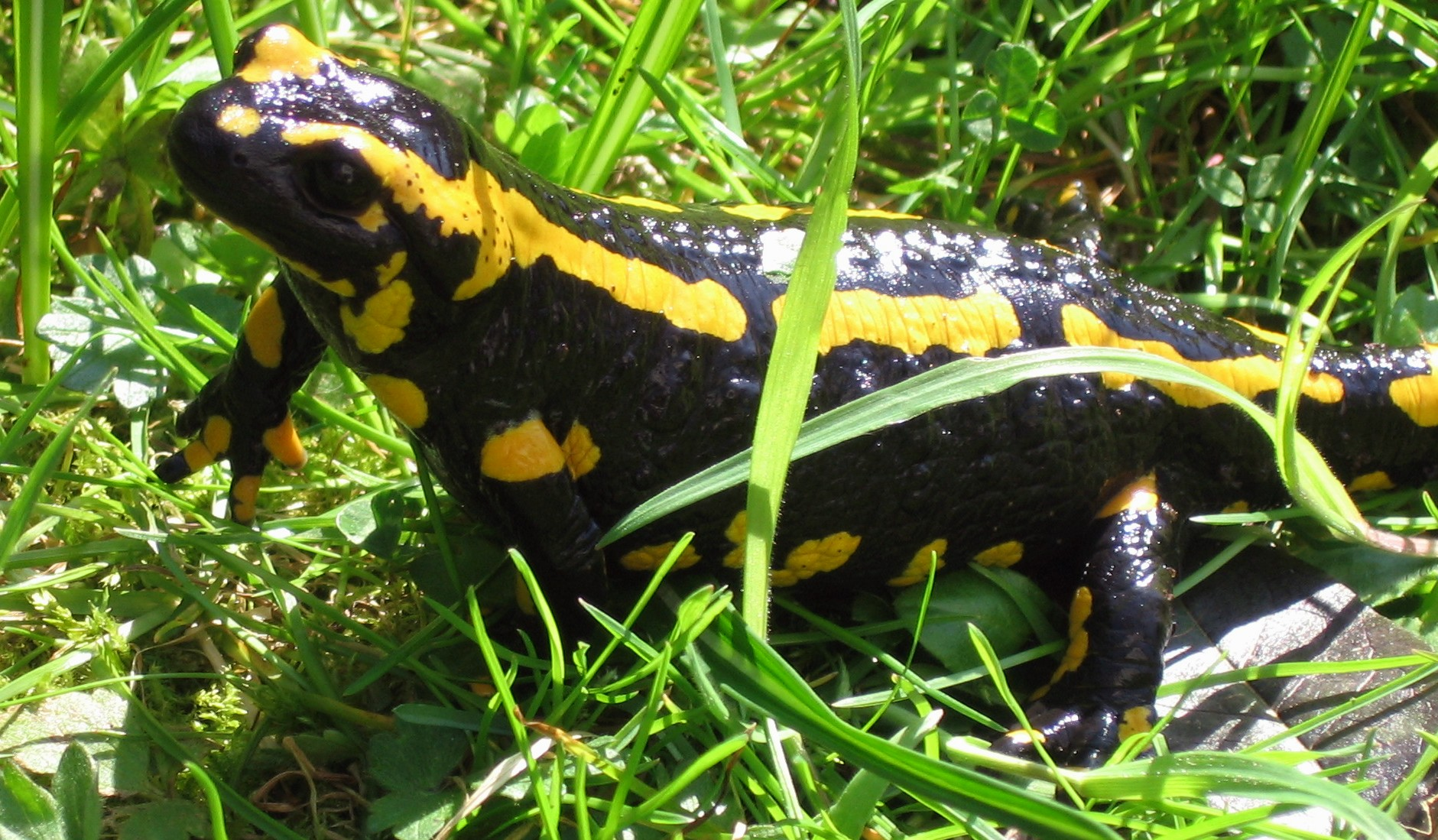
Foltos szalamandra

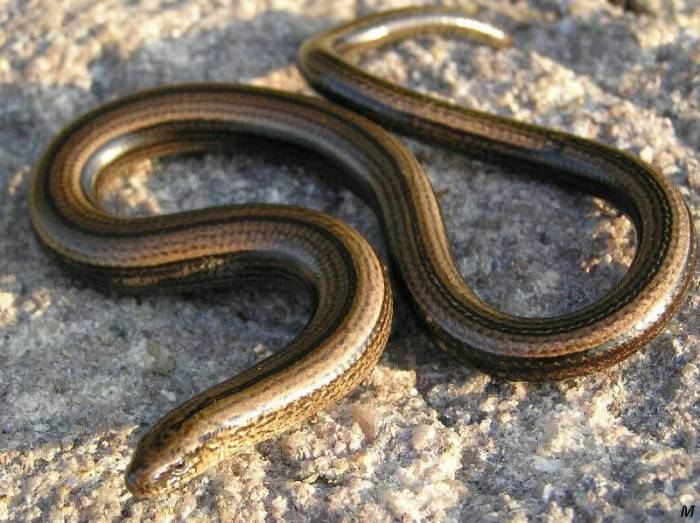
Lábatlan gyík

Állatvilága igen gazdag és változatos. A Középső Ipoly-völgyben él a bennszülött magyar tavaszi fésűs bagolylepke (Dioszeghyana schmidtii). A tiszta vizű folyókban, a parthoz közel tömegesen élnek a kérészek, álkérészek, tegzesek és bolharákok. A Dunakanyarban ritka csigafajok is élnek, mint például a bödöncsiga  és a rajzos csiga.
Ritkább halfajok:
- a legértékesebb faj a petényi-márna;
- főképp a Középső Ipoly-völgyben él a selymes durbincs;
- a Börzsöny tiszta vizű patakjaiban a sebes pisztráng;

A lassabban folyó vizekben sok a ritkább hal:
- magyar bucó
- német bucó
- halványfoltú küllő
- homoki küllő
- és minden csíkfaj, köztük a ritka balkáni csík

Ritkább kétéltűek (a vizek mentén):
- sárgahasú unka,
- zöld levelibéka,
- foltos szalamandra (főleg a mélyebb tócsák környékén él; leginkább eső után merészkedik elő).

A hüllők közül:
- szintén a vizek mentén él a mocsári teknős;
- többnyire a száraz sztyepréteken a törékeny gyík (lábatlan gyík).

Kiemelkedő jelentőségű madárfajok:
- kerecsensólyom,
- parlagi sas,
- kígyászölyv,
- haris.

A Börzsöny erdeiben él a védett:
- fehérhátú fakopáncs és
- vízirigó.

A mocsarakban és nádasokban költ:
- böjti réce
- tőkés réce

A barlangok denevéreknek adnak otthont:
- kis patkósdenevér (Rhinolophus hipposideros),
- közönséges denevér.

A háborítatlan erdőkben hiúz, a vizek mentén vidra tűnik fel. Sok a kis termetű rovarevő:
- erdei cickány
- törpecickány
- közönséges vízicickány